# .357 Magnum

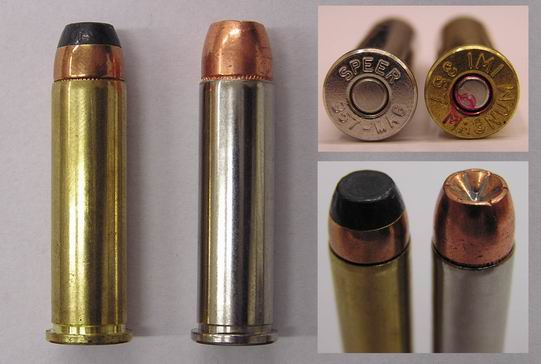
Munitie voor de .357 Magnum. Links een JSP, rechts een JHP

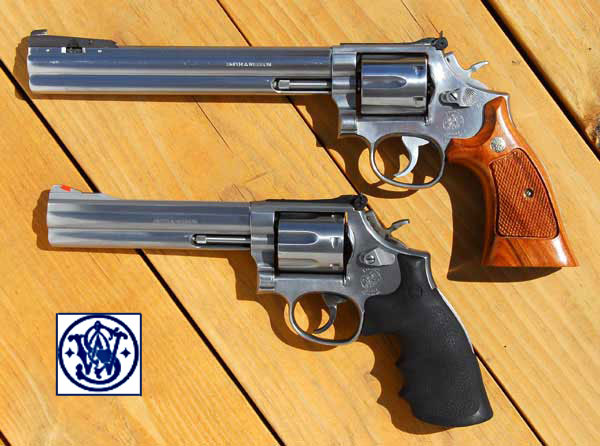
Smith & Wesson Model 686-P 6" en 686 Silhouette 8"

De .357 Magnum is een revolver-patroon ontwikkeld door Elmer Keith, Phillip Sharpe, Winchester en de vuurwapenfabrikant Smith & Wesson, gebaseerd op Smith & Wessons eerdere .38 Special-patroon.

## Geschiedenis
De .357 Magnum-patroon werd geïntroduceerd in 1934 en wordt sindsdien over de hele wereld gebruikt. De reden dat de .357 Magnum werd ontwikkeld is dat de .38 Special in sommige opzichten als onvoldoende krachtig werd beschouwd. In feite is de .357 Magnum een opgewaardeerde .38 Special. Het verschil ten opzichte van de .38 Special zit hem in de lengte van de huls. Aangezien de steeds robuuster wordende revolvers krachtiger patronen konden verdragen werden .38 Special patronen steeds krachtiger geladen. Dat bleek uiteindelijk niet wenselijk omdat oude revolvers die krachtige ladingen niet aankonden. Een nieuwe patroon, de .357 Magnum bracht de uitkomst.Teneinde te vermijden dat .357 Magnum Patronen in een .38 Special revolver geladen konden worden werd de huls van de nieuwe .357 Magnum 1/8 Inch (3,18 mm) langer. Bijkomend voordeel was het gegeven dat met die toegenomen lengte een grotere kruitlading mogelijk was. De .38 Special en .357 Magnum zijn nog veel in gebruik bij Amerikaanse overheidsdiensten, hoewel in Amerika sinds de jaren tachtig van de twintigste eeuw er steeds meer een verschuiving naar het pistool te zien is. De .357 Magnum-patroon begon ook de reeks Magnumversies van handvuurwapen-munitie. De bekendste Magnum is de .44 Magnum, bekend uit de Dirty Harry-films van Clint Eastwood, die gebruikmaakte van het beroemde model 29 van Smith & Wesson. De .357 Magnum is wellicht het populairste magnumkaliber bij overheidsdiensten en sportschutters. Diverse fabrikanten bouwden een revolver rondom de .357 Magnum, zoals de Smith & Wesson 686, de Ruger GP 100 of de Colt Python. De Colt Python wordt gezien als de ultieme .357 magnum-revolver. Ook werd de .357 Magnum in pistooluitvoeringen op de markt gebracht, zoals de Desert Eagle van IMI of de op de Colt 1911 gebaseerde Coonan. De .357 Magnum is echter een echte revolverpatroon en komt in een revolver het beste tot zijn recht. Het probleem dat zich met de pistoolversies van de .357 Magnum kan voordoen, is dat door de lengte van de huls er zich tijdens het repeteren van het pistool (uitwerpen huls en opvoeren nieuwe patroon) nog weleens haperingen kunnen voordoen.

## Fabriekslading
- Winchester 125 gr (8,1 g) Jacketed HP = 1450 ft/s (440 m/s), 583 ft·lbf (790 J)
- Winchester 158 gr (10,2 g) Jacketed HP = 1235 ft/s (375 m/s), 535 ft·lbf (725 J)

## Synoniemen
- .357
- 357
- .357 Mag
- .357 Remington Magnum
- .357 S&W Magnum
- .357 Mangle'em (jargon)
- 9x33mmR (Europese maat)